# Breña Alta
Breña Alta – gmina w Hiszpanii, w prowincji Santa Cruz de Tenerife, we wspólnocie autonomicznej Wysp Kanaryjskich, o powierzchni 30,82 km². W 2011 roku gmina liczyła 7298 mieszkańców.